# Le Dernier Mot d'elle
Le Dernier Mot d'elle est un récit de Françoise Gérard paru en 2001 aux éditions La Chambre d’échos.
Le récit décrit un moment clé dans la vie d'une petite fille : celui où elle quitte le cocon familial pour affronter le monde extérieur en entrant à l'école. Dans ce récit, écrit à la première personne à travers le regard d'une enfant, Françoise Gérard interroge le langage et la notion de lien. « Le dernier mot d'elle », c'est celui de la mère, couturière, dont la narratrice perçoit la quête de beauté, tandis que le père, tisserand le jour et musicien la nuit, fascine l'enfant par le double versant de sa vie.